# Dario De Borger
Dario De Borger, voorheen Dario Seghers en daarvoor Dario Vanderveken, (Willebroek, 20 maart 1992) is een Belgische atleet, die is gespecialiseerd in het hordelopen. Hij nam op de 110 m horden deel aan de Europese kampioenschappen atletiek en werd viermaal Belgisch kampioen op de 60 m horden indoor.

## Biografie
Dario Vanderveken behaalde verschillende jeugdtitels op de 110 m horden. Hij nam deel aan de Wereldkampioenschappen U17 en U20 en aan de Europese kampioenschappen U20 en U23, waar hij enkele ereplaatsen wist te behalen.
In 2011 veranderde zijn naam in Dario Seghers. Begin 2012 werd hij voor het eerst indoorkampioen op de 60 m horden. Hij nam deel aan de Europese kampioenschappen in Helsinki, waar hij werd uitgeschakeld in de halve finale.
In augustus 2012 nam hij de naam van zijn stiefvader over en werd hij Dario De Borger. Hij veroverde in 2013 een tweede indoortitel en een eerste medaille outdoor. Begin 2014 werd hij voor de derde keer Belgisch indoorkampioen. Het jaar erop 2015 pakte hij voor de eerste keer de Belgisch outdoortitel. In 2017 veroverde hij zijn vierde indoortitel op de 60 m horden.

### Clubs
De Borger was aangesloten bij ROBA, maar sloot zich in 2016 aan bij Vilvoorde AC. Hij was tot september 2014 profatleet bij Atletiek Vlaanderen, maar maakte dan de overstap naar Topsport Defensie, en werd er 1ste soldaat.

## Belgische kampioenschappen
Outdoor
| Onderdeel    | Jaar |
| ------------ | ---- |
| 110 m horden | 2015 |

Indoor
| Onderdeel   | Jaar                   |
| ----------- | ---------------------- |
| 60 m horden | 2012, 2013, 2014, 2017 |

## Persoonlijke records
Outdoor
| Onderdeel    | Prestatie | Datum             | Plaats   |
| ------------ | --------- | ----------------- | -------- |
| 100 m        | 10,91 s   | 20 augustus 2015  | Oordegem |
| 110 m horden | 13,56 s   | 11 september 2015 | Brussel  |

Indoor
| Onderdeel   | Tijd   | Datum           | Plaats |
| ----------- | ------ | --------------- | ------ |
| 60 m horden | 7,74 s | 2 februari 2013 | Gent   |

## Palmares

### 60 m horden
- 2011:  BK AC indoor - 8,03 s
- 2012:  BK AC indoor - 7,90 s
- 2013:  BK AC indoor - 7,79 s
- 2014:  BK AC indoor - 7,81 s
- 2015:  BK AC indoor - 7,90 s
- 2017:  BK AC indoor - 7,81 s
- 2018:  BK AC indoor - 7,87 s

### 110 m horden
- 2009: DNS fin. WK U17 in Bressanone
- 2010: 6e ½ fin. WK junioren in Moncton - 13,94 s
- 2011: 4e EK junioren in Tallinn - 13,79 s
- 2012: 8e ½ fin. EK in Helsinki - 13,81 s
- 2013: 6e EK U23 in Tampere - 13,79 s
- 2013:  BK AC - 13,87 s
- 2015:  BK AC - 13,87 s
- 2016:  BK AC - 13,86 s (w)

## Onderscheidingen
- 2012: Gouden Spike voor beste mannelijke belofte